# Santo Stefano Belbo
Santo Stefano Belbo (piemontiul: San Stéo an Belb) település Olaszországban, Piemont régióban, Cuneo megyében. Lakosainak száma 3797 fő (2023. január 1.). Santo Stefano Belbo Calosso, Canelli, Castiglione Tinella, Cossano Belbo, Loazzolo és Mango községekkel határos.

## Népesség
A település lakossága az elmúlt években az alábbi módon változott:
| Lakosok száma | 3949 | 3913 | 3797 |
|               | 2017 | 2018 | 2023 |